# Smögen
Smögen – miejscowość (tätort) w Szwecji, w regionie administracyjnym (län) Västra Götaland, w gminie Sotenäs.
Według danych Szwedzkiego Urzędu Statystycznego liczba ludności wyniosła: 1292 (31 grudnia 2015), 1280 (31 grudnia 2018) i 1307 (31 grudnia 2019).